# Dugi Bezistan
Dugi Bezistan (Ghazi Husrev-beg bezistan) – zabytkowy kryty targ (sukiennice) w bośniackim Sarajewie. 
Powstał za rządów miejscowego gubernatora (sandżakbeja) Gazi Husrev-bega (stąd pierwotna nazwa), w latach 1537–1557, odtąd wielokrotnie niszczony częściowo, głównie przez pożary.  
Jego twórcami byli budowniczy z Dubrownika. Wzniesiono go na planie prostokąta o długości 109 m i szerokości 21 m, jako murowany pawilon z wielokopułowym sklepieniem i pomieszczeniami dla 52 sklepów. Sąsiadował z zajazdem Taszli-han, uważanym do czasu zniszczenia przez pożar za największe centrum handlowe na Bałkanach. Do hal targowych prowadzi 5 wejść, z których największe (północne) ma około 8,2 m szerokości i 3,2 m wysokości; korytarz głównego przejścia ma szerokość 3 metrów. W 2006 r. bezistan został uznany za pomnik narodowy.
W nadal użytkowanej budowli mieszczą się sklepy z galanterią, biżuterią i tkaninami.